# 新宿傷痕戀歌
《新宿傷痕戀歌》，2001年10月9日至12月18日由富士電視臺播出、關西電視臺製作的火十電視劇。也是中島美嘉的歌手、演員出道作品。全劇共11集，光碟發行另譯《遍體鱗傷的情歌》。

## 簡介
在這充滿不安、無法預見未來的時代，你的夢想是什麼？
暢銷音樂製作人浩輔（高橋克典飾），由於盜用他人作品而黯然離開音樂界，委身拉麵店當個小小的店長。他的同父異母妹妹由佳（加藤愛飾）因為非常崇拜哥哥，而夢想成為作曲家，並一心希望他東山再起。
某日當浩輔沮喪的走在深夜街頭，竟聽到了一個撼動他心靈的優美歌聲…飽嚐人生挫折的36歲男子，與墮落的18歲孤獨少女島崎未來（中島美嘉飾），兩個傷痕累累的靈魂，將如何藉由音樂的邂逅，改變自己的命運呢？

## 出演
- 吉村浩輔 - 高橋克典
- 川原由佳 - 加藤愛
- 島崎未來 - 中島美嘉
- 工藤康之 - 西崗德馬
- 加藤佐和子 - 畑野浩子
- 阪井圭司 - 石原良純
- 島崎綾 - 川島直美
- 江崎正彥 - 金子賢
- 田代美紀 - 矢澤心
- 真司 - 塚本高史
- 田村良二 - 深水元基
- 圭太 - 玉木宏
- 亞紀 - 神谷涼
- 安田杏子 - 相田翔子
- 尾崎喜隆 - 長谷川初范
- 加納美穗 - 川上麻衣子
- 片岡龍二 - 峰岸徹

## 職員
- 編劇：尾崎將也
- 音樂：寺嶋民哉
- 製作人：三宅喜重、東城祐司、伊藤達哉
- 導演：二宮浩行、今井和久

## 音樂
- 主題曲：中島美嘉「STARS」
- 挿曲：小久保淳平「道標」

## 每回标题
| 各話                                                      | 播出日期       | 标题                 | 导演     | 收视率 |
| --------------------------------------------------------- | -------------- | -------------------- | -------- | ------ |
| 第1話                                                     | 2001年10月9日  | 奇跡的歌声           | 二宮浩行 | 11.7%  |
| 第2話                                                     | 2001年10月16日 | 复活的前奏           | 二宮浩行 | 8.7%   |
| 第3話                                                     | 2001年10月23日 | 我相信你!            | 今井和久 | 11.3%  |
| 第4話                                                     | 2001年10月30日 | 样本磁带!!           | 今井和久 | 9.7%   |
| 第5話                                                     | 2001年11月6日  | 梦幻的街道音乐会     | 二宮浩行 | 8.6%   |
| 第6話                                                     | 2001年11月13日 | 我要唱你的歌!        | 三宅喜重 | 10.0%  |
| 第7話                                                     | 2001年11月20日 | 首场演出的泪水       | 今井和久 | 8.2%   |
| 第8話                                                     | 2001年11月27日 | 我等着你的歌曲!      | 二宮浩行 | 10.0%  |
| 第9話                                                     | 2001年12月4日  | 我愿相信自己的力量!  | 三宅喜重 | 8.8%   |
| 第10話                                                    | 2001年12月11日 | 只有一首歌的音乐会!! | 今井和久 | 10.3%  |
| 最終話                                                    | 2001年12月18日 | 最后的演唱会         | 二宮浩行 | 10.0%  |
| 平均收视率 9.7%（視聴率は関東地区・ビデオリサーチ社調べ） |                |                      |          |        |

## 获奖
得奖记录「第31 回 アカデミー赏=日剧学院赏 2002-01-04 」最佳新人 中岛美嘉